# Procès des indépendantistes catalans
 (octobre 2019).
Si vous disposez d'ouvrages ou d'articles de référence ou si vous connaissez des sites web de qualité traitant du thème abordé ici, merci de compléter l'article en donnant les références utiles à sa vérifiabilité et en les liant à la section « Notes et références ».
Pour un article plus général, voir Indépendantisme catalan.
Le procès des indépendantistes catalans devant le Tribunal suprême d'Espagne, nom de dossier Causa Especial 20907/2017, a débuté le 12 février 2019, à la suite d'une instruction qui s'est étendue d'octobre 2017 à juillet 2018. L'audience s'est terminée le 12 juin 2019 et le verdict fut rendu le 14 octobre 2019.

## Déroulement
Douze personnalités indépendantistes catalanes furent jugées, parmi lesquelles Oriol Junqueras, ancien vice-président de la Généralité de Catalogne et chef de la Gauche républicaine de Catalogne, les militants souverainistes Jordi Sànchez et Jordi Cuixart, l'ancienne présidente du Parlement de Catalogne Carme Forcadell et les dirigeants des Mossos d'Esquadra. 
Les accusés étaient jugés pour avoir organisé le référendum d'autodétermination du 1er octobre 2017, que le Tribunal constitutionnel avait déclaré illégal, et pour avoir, après avoir proclamé l'indépendance de la Catalogne, tenté le 27 octobre suivant d'appliquer un système législatif distinct de celui organisé par la Constitution espagnole de 1978.
Le 14 octobre 2019, les sept juges ont rendu public leur verdict pris à l'unanimité. Neuf des douze inculpés sont condamnés à des peines de prison, allant de 9 à 13 années, pour crime de sédition ; cinq d'entre eux sont aussi condamnés pour détournement de fonds publics. Les trois autres ont reçu une amende pour désobéissance. Le crime de rébellion n'a été retenu pour aucun des accusés.

## Réactions
Une mobilisation populaire d'environ 525 000 personnes a eu lieu le vendredi 18 octobre 2019, incluant des marches se rejoignant à Barcelone et une grève générale .